# Piotr Szulkin
Piotr Andrzej Szulkin (Gdansk, 26 de abril de 1950 - 5 de agosto de 2018)  fue un director y guionista, novelista y director de teatro polaco. También fue escenógrafo, actor y fotógrafo ocasional además de profesor de la Escuela Nacional de Cine, Televisión y Teatro en Lodz.

## Biografía
Era hijo de Paweł Szulkin (1911 - 1987), físico, rector de la Universidad Tecnológica de Gdansk, y de Maria Mielniki.
Inicialmente interesado en la pintura, se graduó en la Academia de Bellas Artes de Varsovia (1965-1970) antes de dedicarse al cine, un arte que consideraba próximo a la pintura. En 1975 se  graduó en la Escuela Nacional de cine de Łódź donde años después, en 1993 regresó como docente hasta su muerte en 2018.
Comenzó su carrera en animación y cortometrajes documentales en el estudio cinematográfico Wytwórnia Filmów Oświatowych.. Obtuvo su primer reconocimiento de la crítica con dos cortometrajes: Dziewce z ciortem (1975) y Zydcie codzienne (1976), ambos elogiados por su uso inteligente de los mitos y la historia del arte polacos.
Se hizo especialmente conocido con su tetralogía distópica: Golem (1980), seguida de War of the Worlds (1981), O-bi, O-ba - Koniec cywilizacji (1985) y finalmente Ga, Ga - Chwala bohaterom (1986),películas de ciencia ficción que intentan eludir la censura del régimen comunista, representando universos gobernados por regímenes autoritarios en decadencia. 
En 1980, Szulkin recibió el León Marrón de Gdansk en el 7º Festival de Cine por Golem , que también se llevó el Gran Premio y el premio FIPRESCI en el Festival Internacional de Cine de Madrid. En ese mismo festival, en 1982, recibió el Gran Premio y los premios a mejor dirección y guion por Wojna światów - Następne stulecie , que también recibió el Premio Especial del Jurado en el Festival Internacional de Cine de Trieste de ese a
Las dos últimas películas de su tetralogía están particularmente marcadas por el humor negro y absurdo, y tienen un impacto aún mayor a medida que sus personajes evolucionan en distopías surrealistas.
Con la caída del comunismo, se alejó de la ciencia ficción y dirigió Femina en 1990, su primer largometraje con un personaje femenino como protagonista incorporando una mirada erótica. 
Al adaptarse mal al contexto posterior a Solidaridad y al giro capitalista de Polonia, se dedicó durante casi diez años al teatro y al cortometraje.
Finalmente, inspirado en los escritos de Bertolt Brecht, Harlod Pinter y Alfred Jarry, dirigió su última película en 2003: Ubu Rey, adaptación de la obra homónima de Alfred Jarry. Fue recibida con poco éxito. Durante los últimos años de su vida se centró en su trabajo como docente en la Escuela Nacional de Cine de Lódz hasta su muerte en 2018.

## Vida personal
En 1974  se casó con Renata Karkowska, doctora en psicología y vicerrectora de la Universidad de Ciencias Sociales y Humanidades de Varsovia.

## Filmografía

### Largometrajes
- 1979: Gólem
- 1981: Wojna światów – następne stulecie (Guerra de los mundos - El próximo siglo)
- 1984: O-bi, o-ba. Koniec cywilizacji  (O-bi, o-ba. El fin de la civilización)
- 1985: Ga, ga. Chwała bohaterom (Ga, ga Gloria a los héroes)
- 1990: Femina (basada en el libro de Krystyna Kofta )
- 2003: Ubu Król  (Ubú el Rey) (basada en la obra de Alfred Jarry )

### Cortos y televisión
- 1972: Wszystko (Todo )[8]
- 1975: Narodziny (Nacimiento)
- 1975: Dziewcę z Ciortem (Doncella con Ciort )[9]
- 1976: Życie codzienne (La vida cotidiana)
- 1976: Copyright Film Polski MCMLXXVI
- 1976: Oczy uroczne (Ojos encantadores)
- 1978: Kobiety pracujące (Mujeres trabajadoras)
- 1993:  Mięso (Ironica)  (Carne Irónica)
- 1994: MFR – notacja

### Teatro de televisión
- 1977: Krzyżówka  (Ánade real )(Robert F. Lane)[10]
- 1978: Opinión (Lech Borski)
- 1980: Maszyny do pisania (Máquinas de escribir) (Murray Schisgal)[11]
- 1991: Pępowina  (Cordón umbilical) (Krystyna Kofta)
- 1992: Tango (Sławomir Mrożek)
- 1995: To był skowronek  (Era una alondra) (Ephraim Kishon)
- 1996: Czapa, czyli śmierć na raty (Czapa, o muerte a plazos) (Janusz Krasiński) [12]
- 1997: Kariera Arturo Ui (Berthold Brecht) [13]

### Guiones
Además de la colaboración con Tadeusz Sobolewski en el guion de la película Golem , el texto de Krystyna Kofta Femina para la película del mismo título y Ubu Król de Alfred Jarra en la traducción de Tadeusz Żeleński que sirvió de base para esta película, todas las películas de Piotr Szulkin se basaron en sus propios guiones.

### Como actor
- 1980/81: Najdłuższa Wojna Nowoczesnej Europy La guerra más larga de la Europa moderna (como Marcin Kasprzak)

## Publicaciones
- 1984: O-bi, o-ba i inne nowele (O-bi, o-ba y otros cuentos)
- 1986: Szpital, czyli o wpływie architektury monumentalnej na architekturę umysłów (Hospital, o sobre la influencia de la arquitectura monumental en la arquitectura de las mentes)
- 1988: Gaga. Szpital (Gaga. Hospital)
- 1988: sociopatía
- 2011: Epikryza
- 2011: Lemistry (colección de cuentos - coautor)
- 2012: Życiopis (colaboración Piotr Kletowski, Piotr Marecki)

Es también autor de numerosos ensayos y artículos publicados en la prensa literaria y sociopolítica de Polonia.

## Premios y reconocimientos
- 1974: Wszystko (Todo )- Festiwal Etiud Filmowych Zygzak Warszawa - Gran Premio, Premio del Público
- 1976: La chica de Ciortom - Festival de Mannheim - Gran Premio, Festival de Cortometrajes de Cracovia, Premio FIPRESCI
- 1976: Premio Anual de la Película Semanal "Cámara de Oro"
- 1977: Copyright de Film Polski MCMLXXVI – La sirena de Varsovia, premio del jurado de periodistas cinematográficos de la SFP
- 1977: Ojos encantadores - Festival de Trieste - Premio principal "Sello de Oro"
- 1979: Mujeres trabajadoras – Festival de Oberhausen – Gran Premio
- 1980: Golem – Łagów – Cine de arte Złote Grona
- 1980: Golem – Koszalin – Premio de los periodistas "Jantar '80"
- 1980: Golem - Festival de Cine Polaco - debut "Brown Lions".
- 1980: Golem – San Sebastián – Premio de fotografía para Zygmunt Samosiuk
- 1980: Golem - PWSFTviT en Łódź - Premio Andrzej Munk
- 1981: Golem - Gran Premio IMAGFIC Madrid "Monolito de Oro" - Premio Principal de Guion, Premio de la Crítica Internacional
- 1981: Golem – FILMEX Los Ángeles, selección oficial
- 1981: Golem – Trieste – Premio principal al papel femenino para Krystyna Janda
- 1982: La guerra de los mundos – Trieste – Premio especial del jurado, premio principal por un papel masculino para Roman Wilhelmi
- 1982: La guerra de los mundos – Avoriaz – Premio especial del jurado
- 1982: La guerra de los mundos – Oporto – Premio principal a la dirección
- 1982: La Guerra de los Mundos – Los Ángeles – selección oficial
- 1982: La guerra de los mundos - IMAGFIC Madrid - Gran Premio Monolito de Oro - Premio principal de guion, Premio principal de papel masculino para Roman Wilhelmi, Premio del jurado técnico de fotografía para Zygmunt Samosiuk
- 1984: EUROCON Seacon Brighton - Premio anual al mejor director de ciencia ficción
- 1985: Obi, ambos - el fin de la civilización - Festival de Cine Polaco de Gdańsk - Leones de Bronce de Gdańsk para la escenografía de Andrzej Kowalczyk
- 1985: Obi, ambos - El fin de la civilización - Lille - Premio FERA de la Federación de Directores Europeos
- 1986: Ga, ga - gloria a los héroes - Festival de Cine Polaco de Gdańsk - Leones de Bronce de Gdańsk para el montaje de Elżbieta Kurkowska
- 1987: Ga, ga – gloria a los héroes – Estrasburgo – Premio del Jurado
- 1988: Ga, ga - gloria a los héroes - Clermont Ferrand - Premio anual de la revista Mad Movies
- 1991: Femina - Festival de Cine Polaco de Gdynia - Leones de Bronce de Gdańsk por el vestuario de Małgorzata Stefaniak
- 1994: Mięso (Ironica) – Oberhausen – Gran Premio del Jurado Internacional, Premio FIPRESCI de la Crítica Internacional
- 1994: Mięso (Ironica) – Cracovia – Premio principal del jurado internacional "Silver Dragon"
- 1994: Mięso (Ironica) – Keszethly – Iniciativas de Europa Central – Gran Premio del Jurado Internacional "Balaton Prix" – Premio de los Periodistas
- 1994: Mięso (Ironica) – Motecatini Terme – Premio del Jurado Joven – Medalla de la Ciudad
- 2003: Festival de Cine Polaco de Gdynia - Premio al papel protagonista femenino para Katarzyna Figura
- 2006: Ubu Król – Águilas polacas 2005 – Premio al mejor vestuario para Magda Biedrzycka
- 2012: Łódź - Foro de cine europeo "Cinergia" - Premio del alcalde de Łódź y Charlie Cinema - por la coherencia de los logros creativos

## Condecoraciones
Fue distinguido como caballero de la Orden Polonia Restituta, la segunda condecoración civil más alta de Polonia, y con la Medalla de Plata al Mérito Cultural Gloria Artis de 